# Rhea Perlman
Rhea Jo Perlman (New York, 31 marzo 1948) è un'attrice e produttrice cinematografica statunitense.

## Biografia
Rhea Perlman nasce negli Stati Uniti a Brooklyn, figlia dell'avvocato, giornalista e politico Philip Perlman e di Adele Perlman e sorella della produttrice cinematografica e sceneggiatrice Heide Perlman. Nel corso della sua carriera ha vinto 4 Premi Emmy e ha avuto 6 candidature ai Golden Globe per il ruolo di "Carla Tortelli" nella sitcom Cin cin.

## Vita privata
È stata sposata dal 28 gennaio 1982 al 2012 con l'attore Danny DeVito, dal quale è legalmente separata ma non divorziata, con cui ha avuto tre figli: Lucy Chet (1983), Grace Fan (1985) e Jacob Daniel (1987). Nel 2012, dopo 30 anni di matrimonio, i due si sono separati, e dopo essersi riconciliati nel marzo 2013 la coppia si è separata nuovamente nel 2017, pur rimanendo in ottimi rapporti.

## Filmografia

### Cinema
- National Lampoon's Movie Madness, regia di Bob Giraldi e Henry Jaglom (1982)
- Caccia al tesoro (There Goes the Neighborhood), regia di Bill Phillips (1992)
- Operazione Canadian Bacon (Canadian Bacon), regia di Michael Moore (1995)
- L'allenatrice (Sunset Park), regia di Steve Gomer (1996)
- A spasso col rapinatore (Carpool), regia di Arthur Hiller (1996)
- Matilda 6 mitica (Matilda), regia di Danny DeVito (1996)
- 10 cose di noi (10 Items or Less), regia di Brad Silberling (2006)
- Beethoven - A caccia di Oss... car! (Beethoven's Big Break), regia di Mike Elliott (2008)
- The Sessions - Gli incontri (The Sessions), regia di Ben Lewin (2012)
- In viaggio con Flora (Saving Flora), regia di Mark Drury Taylor (2018)
- 13 (13: The Musical), regia di Tamra Davis (2022)
- You People, regia di Kenya Barris (2023)
- Barbie, regia di Greta Gerwig (2023)

### Televisione
- Taxi – serie TV, 5 episodi (1979-1982)
- Angie – serie TV, episodio 2x14 (1980)
- Cin cin (Cheers) – serie TV, 275 episodi (1982-1993)
- A cuore aperto (St. Elsewhere) – serie TV, episodio 3x24 (1985)
- Storie incredibili (Amazing Stories) – serie TV, episodio 2x01 (1986)
- Matlock – serie TV, episodio 2x08 (1987)
- Disneyland – serie TV, episodio 34x15 (1990)
- Blossom - Le avventure di una teenager (Blossom) – serie TV, episodio 1x03 (1991)
- Sesamo apriti (Sesame Street) – sketch comedy, episodio 21x08 (1991)
- Nonna stiamo arrivando (To Grandmother's House We Go), regia di Jeff Franklin – film TV (1992)
- Almost Perfect – serie TV, episodio 2x05 (1997)
- Innamorati pazzi (Mad About You) – serie TV, episodio 7x12 (1999)
- Ally McBeal – serie TV, episodio 4x15 (2001)
- Becker – serie TV, episodio 4x01 (2001)
- Frasier – serie TV, episodio 9x21 (2002)
- Kevin Hill – serie TV, episodio 1x04 (2004)
- Law & Order - Unità vittime speciali (Law & Order: Special Victims Unit) – serie TV, episodio 9x13 (2008)
- Hung - Ragazzo squillo (Hung) – serie TV, 4 episodi (2009-2010)
- Wilfred – serie TV, episodio 1x09 (2011)
- Hot in Cleveland – serie TV, episodio 3x16 (2012)
- Kirstie – serie TV, 12 episodi (2013-2014)
- Vicini del terzo tipo (The Neighbors) – serie TV, episodio 2x19 (2014)
- The Mindy Project – serie TV, 17 episodi (2014-2017)
- Getting On – serie TV, episodio 3x03 (2015)
- Mom – serie TV, episodio 3x12 (2016)
- Brooklyn Nine-Nine – serie TV, episodio 4x01 (2016)
- Tim & Eric's Bedtime Stories – serie TV, episodio 2x02 (2017)
- Shooter – serie TV, episodi 3x12-3x13 (2018)
- The Goldbergs – serie TV, episodio 7x03 (2019)
- Non sono ancora morta (Not Dead Yet) – serie TV, episodio 1x12 (2023)
- Mid-Century Modern - serie TV, episodio 1x07 (2025)

### Doppiatrice
- Mio mini pony - Il film (My Little Pony: The Movie), regia di Michael Joens (1986)
- We're Back! - 4 dinosauri a New York (We're Back! A Dinosaur's Story), registi vari (1993)
- I Simpson (The Simpsons) – serie animata, episodio 6x11 (1994)
- The Critic – serie animata, 3 episodi (1995)
- Le nuove avventure di Scooby-Doo (What's New, Scooby-Doo?) – serie animata, episodio 2x06 (2003)
- Robot Chicken – serie animata, episodio 6x15 (2013)
- Sing, regia di Garth Jennings (2016)
- Harley Quinn – serie animata, episodio 1x05 (2019)
- Star Wars: The Bad Batch – serie animata, 11 episodi (2021-in corso)

## Doppiatrici italiane
Nelle versioni in italiano delle opere in cui ha recitato, Rhea Perlman è stata doppiata da:
- Graziella Polesinanti in The Sessions - Incontri, Shooter, In viaggio con Flora, Mid-Century Modern
- Cinzia Mantegazza in Cin Cin (1^ voce)
- Veronica Pivetti in Cin Cin (2^ voce)
- Isabella Pasanisi in Matilda 6 mitica
- Pinella Dragani in A spasso col rapinatore
- Lorenza Biella in Law & Order - Unità vittime speciali
- Anna Cugini in Star Wars: The Bad Batch
- Angiola Baggi in Non sono ancora morta
- Fabrizia Castagnoli in Barbie

Da doppiatrice è sostituita da:
- Monica Gravina in We're Back! - 4 dinosauri a New York
- Stefanella Marrama in Sing